# Carlos Culmey
Carlos Culmey (Neuwied, 19 de junho de 1879 — ,  foi um engenheiro civil alemão responsável pela colonização de vários locais na Argentina e no Brasil. 
Aos 20 anos formou-se engenheiro civil e, aos 23 anos, veio para o Brasil, retornando em seguida para a Alemanha para buscar sua noiva, Luise Von Michaleis, com quem se casou no Brasil. Ela e sua filha Tutz Culmey o acompanharam nas diferentes regiões onde esteve, na frente de projetos colonizadores. Após entrar em conflito com os diretores da companhia, retornou para a Alemanha mas, em junho de 1926, voltou ao Brasil a convite da Companhia Territorial Sul Brasil.
No Brasil, sob sua supervisão, nasceram as colônias que deram origem aos municípios de Cunha Porã, Palmitos, Maravilha, São Carlos, Mondaí e Caibi, entre outros.
Na Argentina fundou Puerto Rico (Misiones).